# Ambrus András (színművész)
Ambrus András (Gyergyóalfalu, 1925. november 29. –) erdélyi születésű magyar színész, író.

## Életpályája
Parasztcsaládból származott; szülei: Ambrus Lajos és Gergely Karolina volt. A második világháború miatt középiskolai tanulmányait nem fejezte be. 1945–1948 között a családi gazdaságban dolgozott, később Budapesten beiratkozott a Színház- és Filmművészeti Főiskolára, ahol diplomát szerzett 1953-ban. 1952–1953-ban, valamint 1956–1961 között a Nemzeti Színház tagja volt. 1953–1956 között az Ifjúsági Színházban lépett fel. Később a Jókai, illetve a Thália Színház társulatában lépett fel (1961–1978). 1978–1985 között a Mafilm szerződtette.
Főbb szerepei: Molnár Ferenc: A Pál utcai fiúk (Barabás); Bródy Sándor: A dada (Bolygó Lajos); John Steinbeck: Egerek és emberek (Gazda). Önálló estjének, amelyet Petőfi Sándor verseiből állított össze, Ismerjetek meg volt a címe.

## Színpadi szerepei
A Színházi Adattárban regisztrált bemutatóinak száma: 60.
- Fu-Ko: Harcban nőtt fel....Sze Tö
- Szurov: Hajnal Moszkva felett....Nyikoláj
- Illyés Gyula: Fáklyaláng....András
- Molnár Ferenc: A Pál utcai fiúk....Barabás
- William Shakespeare: A makrancos hölgy....Biondello
- Federico García Lorca: Vérnász....1. vőfély
- Nagy Ignác: Tisztújítás....2. köznemes
- Gorbatov: Egy éjszaka....Prohorov
- Henrik Ibsen: Peer Gynt....Udvari manó; Kormányos
- Trenyov: Ljubov Jarovaja....Grigorij
- Gádor Béla: Lyuk az életrajzon....Második munkás
- Darvas József: Kormos ég....Feketehíjú fiatalember
- Móricz Zsigmond: Úri muri....Pincér
- Schubert-Berté: Három a kislány....Gumpelwieser
- Shaw: Szent Johanna....Katona
- Visnyevszkij: Optimista tragédia....Első őrmester
- Darvas József: Hajnali tűz....Bencsik Antal
- Gosztonyi János: Tiszta szívvel....Kórus
- Bertolt Brecht: Állítsátok meg Arturo Uit!....Negyedik testőr
- Vészi Endre: Don Quijote utolsó kalandja....Második apród
- Csokonai Vitéz Mihály: Tempefői....Harmadik inas
- Fejes Endre: Rozsdatemető....Stádinger
- Elbert-Mészöly: Legenda a dicsőséges feltámadásról úgy, amint azt a Szent Evangéliumokból összeszedegette és megverselte: Wilkowiecki Mikolaj páter czestochowai szerzetes barát, az Úrnak 1575. esztendejében....Annás; Józsué
- Sartre: Az ördög és a jóisten....
- William Shakespeare: Második Richárd....Első szolga
- Tóth Ede: A falu rossza....Öreg paraszt
- Hochhuth: A helytartó....Atya
- Charles Dickens: Copperfield Dávid....Cipész
- Fejes Endre: Mocorgó....
- Somogyi Tóth Sándor: Szerencse vagy halál....Altiszt
- Darvas József: Zrínyi....Báthay Péter
- Bródy Sándor: A dada....Bolygó
- Györe Imre: Orfeo szerelme....Szénégető
- Szabó Magda: Mondják meg Zsófikának....Múzeumőr
- Illyés Gyula: Bál a pusztán....
- Takeda Izumo–Mijosi–Namiki: Csusingura....Dzsutáró
- Pagogyin: Arisztokraták....Pacsirta
- Carlo Goldoni: A Chioggiai csetepaté....Altiszt
- Petőfi Sándor: Tigris és hiéna....Bial
- Greene: Csendes amerikai....1. katona
- Fekete Sándor: Akar-e ön író lenni? Avagy tanuljunk könnyen, gyorsan érvényesülni....Piros Tódor
- Kazimir-Weöres: Karagőz....Vitéz László
- Kazimir–Ortutay: Ezeregyéjszaka....A kereskedő céh elnöke
- László-Bencsik Sándor: Történelem alulnézetben....Rendőr
- Rákos–Kazimir: Agyagtáblák üzenete....Karvezető
- Druce: Ami a legszentebb....Értekező
- Zahradník: Szonatina egy páváért....Titusz Gara
- John Steinbeck: Egerek és emberek....Candy; Gazda
- Remenyik Zsigmond: 'Vén Európa' hotel....Lüdecke
- Friedrich Dürrenmatt: Az öreg hölgy látogatása....Helmesberger
- Werfel: Jacobowsky és az ezredes....Jouvet
- Márai Sándor: A kassai polgárok....Timót
- Sík Sándor: István király....Buda
- Tóth-Máté Miklós: Rodostó....
- Tóth-Máté Miklós: A zsoltáros és a zsoldos....Öreg katona
- O’Neill: Vágy a szilfák alatt....Öreg paraszt
- Urbán Gyula: Sampucli az irigy perselymalac avagy az árva nagyanyó....Tikk-Takk Tódór

## Filmjei

### Portréfilm
- „Akik kimaradtak a szereposztásból” (színészportré többek között Ambrus Andrásról is) (1977)

| - Ludas Matyi (1949) - Felszabadult föld (1951) - Ütközet békében (1952) ... Bogár - Fel a fejjel (1954) - Bakaruhában (1957) - A harangok Rómába mentek (1958) - Tegnap (1958) - Gyalog a mennyországba (1959) - Sorompó (1959) - Három csillag (1960) - Sínek között (1962) - Megszállottak (1962) ... Rendőr - Felmegyek a miniszterhez (1962) - Áprilisi riadó (1962) - Elveszett paradicsom (1962) - Az aranyember (1962) - Sodrásban (1963) - Bálvány (1963) - Tücsök (1963) - Mit csinált felséged 3-tól 5-ig? (1964) - A kőszívű ember fiai I-II. (1965) - Zöldár (1965) ... Férfi a kocsmában - Hideg napok (1968) ... Büky legénye - A völgy (1968) - A beszélő köntös (1968) ... Mirzaga - Virágvasárnap (1969) ... Csordás - Pokolrév (1969) - Arc (1970) ... Őrmester - Kitörés (1971) ... Határőr a vonaton - Szerelem (1971) ... Börtönőr - Még kér a nép (1972) - Holt vidék (1972) - Utazás Jakabbal (1972) - A vőlegény nyolckor érkezik (1972) ... A sofőr - Kincskereső kisködmön (1973) ... Bányamentő - A magyar ugaron (1973) ... Nyomozó - Plusz-mínusz egy nap (1973) ... Szakaszvezető - Illatos út a semmibe (1974) - Szarvassá vált fiúk (1974) - Bekötött szemmel (1975) ... Sebesült katona - Várakozók (1975) ... Paraszt férfi - Az idők kezdetén (1975) - A királylány zsámolya (1976) - Ballagó idő (1976) - Teketória (1977) - A szabadság katonái (1977) - Apám néhány boldog éve (1977) - Egy erkölcsös éjszaka (1977) ... Őrnagy - A csillagszemű 1-2. (1977) ... Jankó bátyja - Magyarok (1978) ... Kis Dani - A ménesgazda (1978) ... Muran Mihály, altiszt - Októberi vasárnap (1979) - A trombitás (1979) - Fábián Bálint találkozása Istennel (1980) - Ideiglenes paradicsom (1981) ... Paraszt a vonaton - Requiem (1981) ... Igazoltató rendőr - Jób lázadása (1983) ... Ügyvéd - Álombrigád (1983) (1989-ben mutatták be) - Te rongyos élet (1984) - Első kétszáz évem (1985) - Redl ezredes 1-2. (1985) ... Altiszt - A vörös grófnő (1985) - Sortűz egy fekete bivalyért (1985) - Akli Miklós (1986) - Lutra (1986) ... Vadász - Soha, sehol, senkinek! (1988) ... Kecskeméti - Közel a szerelemhez (1998) (újraforgatva: 1999) ... Karcsi apja - Sacra Corona (2001) - Rokonok (2005) - Zanox – Kockázatok és mellékhatások (2021) ...Történelemtanár - Figyeld a vonatot! - Rendkívüli áthaladás, avagy Balogh Jóska megdicsőülése | - Rab Ráby (1964) - Vízivárosi nyár (1964) - Pirostövű nád (1965) - Princ, a katona 1-13. (1966-1967) - A koppányi aga testamentuma (1967) - Bors (1968) - Vigyori (1968) - 7 kérdés a szerelemről (és 3 alkérdés) (1969) - A kolozsvári bíró (1971) - Rózsa Sándor 1-12. (1971) - A fekete város 1-7. (1971) - Sztrogoff Mihály (1975) - Csillagok változása (1975) - A lőcsei fehér asszony (1976) - Robog az úthenger (1976) - A zöldköves gyűrű (1977) - Muslincák a liftben (1977) - Az ünnepelt (1978) - Vakáció a halott utcában (1978) - Látástól vakulásig (1978) - A nagyenyedi két fűzfa (1979) - A világ közepe (1979) - Bolondnagysága (1980) - Vizsgálat Martinovics Ignác szászvári apát és társainak ügyében (1980) - Kaptam-csaptam (1980) - Két pisztolylövés (1980) - A sipsirica (1980) - Megtörtént bűnügyek (1980) - Petőfi 1-6. (1980) - Utolsó alkalom (1981) - Családi kör (1981-1990) - Kiválasztottak (1981) - A hátvéd halála és feltámadása (1981) - Horváték (1981) - Védtelen utazók (1981) - Villám (1981) - A tenger 1-6. (1982) - Liszt Ferenc (1982) - A béke szigete (1983) - Napos oldal (1983) - Mint oldott kéve 1-7. (1983) - Linda (1984) - Kismaszat és a Gézengúzok (1984) - T.I.R. (1984) - Gyalogbéka (1985) - Rafinált bűnösök (1985) - Az eltüsszentett birodalom (1985) - Széchenyi napjai (1985) - A falu jegyzője 1-4. (1986) - Zsarumeló (1987) - A komáromi fiú (1987) - Az öreg tekintetes (1987) - Csodakarikás (1987) - A védelemé a szó (1988) - Szomszédok (1988) - Freytág testvérek 1-5. (1989) - Semmelweis Ignácz - Az anyák megmentője (1989) - Angyalbőrben (1990-1991) - Julianus barát 1-3. (1991) - Maigret (1992) ... M. Caille - Frici, a vállalkozó szellem (1993) - Öregberény 1-22. (1993-1995) - Devictus Vincit (1994) - Kisváros (1994-1996) - Ábel Amerikában (1997) - Az öt zsaru (1998) |

## Könyvei
- Gyergyó. Regény; Magvető, Bp., 1959
- Székely Trianon. Regény; Kráter, Pomáz, 2005
- A mindenható markában; Kráter, Pomáz, 2008
- Alfalutól Budaörsig. Ambrus Andrással beszélget Várhegyi István; Várhegyi István, Budaörs, 2016 (Kötődések)